# Vasco de Ataíde
Vasco de Ataíde (ou de Taíde) foi um marinheiro português que comandou um dos navios da expedição de Pedro Álvares Cabral na descoberta do Brasil.

## Biografia
Era filho natural de D. Pedro de Ataíde, Abade de Penalva, o qual era filho bastardo de D. Álvaro Gonçalves de Ataíde, 1.º Conde de Atouguia. Era irmão de outro navegador na frota de Cabral, D. Pero de Ataíde.
As informações sobre a sua vida são relativamente escassas e permanece algo controverso o seu destino. 
A generalidade dos historiadores considera que seu navio, entre os que compunham a esquadra de Pedro Alvares Cabral, se perdeu na noite de 23 de março após a esquadra passar pela ilha de São Nicolau. 
Diz Pero Vaz de Caminha:  
"Na noite seguinte segunda-feira, ao amanhecer, se perdeu da frota Vasco de Ataíde com sua nau, sem haver vento forte nem contrário para que tal acontecesse. Fez o capitão suas diligências para o achar, a uma e outra parte, mas não apareceu mais". 